# Affaire Jacques Maire
Pour l’article homonyme, voir Jacques Maire (homme politique).
 (mai 2012).
Si vous disposez d'ouvrages ou d'articles de référence ou si vous connaissez des sites web de qualité traitant du thème abordé ici, merci de compléter l'article en donnant les références utiles à sa vérifiabilité et en les liant à la section « Notes et références ».
L'Affaire Jacques Maire est une affaire criminelle française qui date de 2004. Jacques Maire a été soupçonné dans les disparitions d'Odile Busset en 1983 et de Sandrine Ferry en 1985, et dans le meurtre de Nelly Haderer en 1987 dans la région de Dombasle-sur-Meurthe.
Il a été condamné en première instance en 2004 à quinze ans de réclusion criminelle pour enlèvement et séquestration sur la personne d'Odile Busset et fut acquitté dans l'affaire du meurtre de Nelly Haderer. En 2006, le procès en appel le condamne à vingt ans de réclusion criminelle à la fois pour enlèvement et séquestration sur Odile Busset, et pour enlèvement et meurtre sur Nelly Haderer. La décision de la cour d'appel est cassée pour vice de procédure en septembre 2007 (une trentaine de pages n'étaient pas signées par la greffière).
Après trois procès, il est acquitté le 18 octobre 2008. Il perçoit également 200 000 euros d'indemnité pour les onze ans d'enquête et les condamnations précédentes lorsqu'il fut emprisonné. Six ans plus tard, un indice sérieux (trace d'ADN, considérée par le grand public comme une preuve irréfutable) est trouvé, mais il est considéré que la prescription intervient dix ans après la fin de l'enquête et non dix ans après la fin du procès.
Jacques Maire est mort chez lui le 21 janvier 2018.

## Meurtre de Nelly Haderer
Le 31 janvier 1987, dans la région de Dombasle-sur-Meurthe, une jambe est découverte dans un terrain vague, ainsi que plusieurs autres morceaux de corps humain. La gendarmerie arrive sur les lieux ainsi que la police ; ces derniers découvrent non loin de la scène du crime un couteau de cuisine ensanglanté. Dans un buisson, ils découvrent un ciré en cuir marron, un slip et des bottines. Tout près du même buisson, ils trouvent un corps nu aux mains coupées, pratiquement dépecé. Des papiers d'identité ont permis d'identifier la victime : Nelly Haderer, une jeune femme de 22 ans.
Au même moment, un certain Michel Miclo vient signaler la disparition de sa compagne à la brigade de gendarmerie de Baccarat. Il s'agit de Nelly. Il raconte qu'il s'est disputé avec Nelly le vendredi soir et qu'elle est partie de la maison, lui laissant ses deux enfants en bas âge. Suspecté, il est retenu une semaine en prison. Le frère de Nelly Haderer l'ayant réveillé à 3 heures du matin la nuit du meurtre pour savoir si elle était rentrée, il est relâché.
En effet, le soir de sa disparition, après s'être disputée avec son compagnon, Nelly est allée voir son frère à Dombasle sur Meurthe (à 50 kilomètres de son domicile) pour lui dire quelque chose d'important. Elle y est arrivée vers 20 heures. Au bout de 2 heures d'attente, elle s'est rendue dans une brasserie du coin. Vers 22 h 30, elle est retournée chez son frère dans l'espoir qu'il soit là, et l'attend encore quelque temps. Aux alentours de minuit elle lui laisse un mot le priant de l'appeler dès son retour. Elle quitte l'immeuble dans lequel habite son frère vers minuit. Plus personne ne l'a revue ensuite.
Après la libération de Michel Miclo, une jeune femme se présente à la police et déclara avoir vu une GS blanche (dont une partie de la plaque d'immatriculation comporte le chiffre 88) stationnée devant l'immeuble où habite le frère de Nelly. Il lui semble avoir vu de manière brève le chauffeur qui semblait attendre. Après vérification de toutes les GS de couleur blanche dont une partie de la plaque d'immatriculation comporte le chiffre 88, les policiers mettent un nom sur le propriétaire de ladite voiture : il s'agit de Jacques Maire. Ce dernier est immédiatement mis en garde à vue mais nie être allé à l'immeuble dans lequel il a été vu. Sa femme affirme qu'il était bien avec elle le soir du 31 janvier. Les policiers croient en cet alibi et, faute de preuves, Jacques Maire est relâché.
Au bout de sept années d'enquête en 1994, le juge d'instruction ordonne un non-lieu dans le meurtre de Nelly Haderer, faute de preuves.
En août 2011, une expertise ADN révèle quatre profils suspects (deux masculins et deux féminins) sur les vêtements de Nelly Haderer.
En janvier 2014, l'ADN de Jacques Maire est identifié dans une tache de sang trouvée sur un vêtement de la victime.

## Disparition de Sandrine Ferry
En 1995, un dossier concernant une affaire de disparition non résolue datant de 1985 est rouverte par Maître Bloch à la suite de la demande de la mère de la disparue, madame Romac. En juillet 1985, à Dombasle-sur-Meurthe (là où a été découvert le corps de Nelly Haderer), une jeune fille de 16 ans, Sandrine Ferry, disparaît. Elle était sortie de boîte de nuit vers 1 h 30 du matin. En rentrant chez elle, elle croise un ami, Mohamed Toukali. Ils marchent ensemble et se quittent près d'une rivière à trois kilomètres de chez elle. Il est le dernier à l'avoir vue.
Le lendemain, sa mère prévient la gendarmerie de la disparition de sa fille. La police, prévenue également de cette disparition, trouve le sac à main de Sandrine Ferry près de la rivière, à l'endroit même où elle a été vue pour la dernière fois. Cependant, la police croit en la fugue de la jeune fille et ne procède à aucune recherche pour essayer de la retrouver. Aucune enquête n'est donc ouverte. En 1987, le nom de la jeune fille est effacé du Fichier des Personnes Recherchées dans l'Intérêt des Familles, du fait de sa majorité supposée.

## Disparition d'Odile Busset
Maître Bloch, l'avocate de Mme Romac (la mère de Sandrine Ferry), met également au jour en 1995 une autre affaire de disparition non résolue : celle d'Odile Busset disparue en 1983. Odile Busset, 20 ans, a aussi disparu mystérieusement à Dombasle-sur-Meurthe en mars 1983. Un soir, elle avait confié son bébé âgé de quelques mois à sa famille pour sortir en boîte de nuit. Elle devait le récupérer le lendemain mais n'a jamais été revue depuis.
En 1996, une femme nommée Akima vient déclarer à la police que le soir de la disparition d'Odile, elle a vu une voiture rouge ou orange garée à proximité de la maison des parents d'Odile. Elle raconte aussi que, lorsqu'elle s'est dirigée vers la voiture pour demander au conducteur s'il avait un briquet, elle s'est rendu compte qu'il s'agissait de Jacques Maire, un ami d'Odile (à l'époque Jacques Maire avait une voiture de couleur rouge orangé et était attiré par Odile qui le repoussait[réf. nécessaire]). Jacques Maire ne tarde pas à faire figure de suspect d'autant plus que les parents d'Odile, le lendemain de la disparition de leur fille, ont reçu la visite de Jacques Maire qui est venu leur faire comprendre qu'il n'était pas responsable de la disparition d'Odile.
L'enquête révèle que Jacques Maire a de mauvaises fréquentations à Dombasle, qu'il traîne souvent dans les bars du coin, qu'il est bagarreur et peut se montrer extrêmement violent quand il est ivre.
En 1997, Jacques Maire est interpellé à son domicile pour enlèvement et séquestration sur la personne d'Odile Busset. Comme dans l'affaire sur la mort de Nelly Haderer, il nie avoir un rapport quelconque avec cette histoire. Cependant les gendarmes et la police confrontent Akima (le seul témoin) et Jacques Maire. Akima réaffirme qu'elle a bien vu Jacques Maire ce soir-là emmener Odile, que cette dernière est montée dans sa voiture. Jacques Maire continue à nier.
Après quelques mois d'incarcération Jacques Maire est libéré et sort donc de prison.
En 1999, une jeune femme, Viviane Barbelin, raconte à la gendarmerie que, le soir de la mort de Nelly Haderer, elle a vu Jacques Maire en train d'attendre Nelly Haderer dans sa voiture. Lorsque Nelly est sortie de l'immeuble Jacques Maire a mis sa tête hors de la voiture. Viviane Barbelin n'avait pas témoigné à l'époque sur ordre de son mari qui ne voulait pas d'histoires avec Jacques Maire, son voisin de quartier.
En 2001, une reconstitution est faite concernant la disparition et la mort de Nelly Haderer. Jacques Maire participe à cette reconstitution et fait ce qu'on lui dit, à savoir entrer dans la voiture, s'installer au volant et mettre sa tête hors de la voiture lorsque Nelly a allumé la lumière du couloir et est sortie de l'immeuble en 1987. Viviane Barbelin se trouvait au 1er étage de l'immeuble lorsqu'elle a vu Jacques Maire au volant de sa GS. Lors de la reconstitution, il fut prouvé qu'on ne peut pas se tromper de personne quand on est au 1er étage.
Jacques Maire (même s'il se trouvait à cet immeuble ce soir-là) déclare être parti de l'endroit vers 22 heures, mais sa femme dit qu'il est rentré entre minuit et une heure du matin car elle l'a entendu marcher dans leur appartement sans savoir l'heure qu'il était. Puis elle affirme avec certitude s'être réveillée à 1 h 30 du matin et que celui-ci était dans le lit.
Si Jacques Maire est parti de l'immeuble vers minuit (l'heure à laquelle a disparu Nelly) a-t-il pu avoir le temps de tuer Nelly et de rentrer chez lui à 1 h 30 ? L'avocat de Jacques Maire affirme que Jacques Maire n'a pas pu tuer Nelly Haderer car en un peu plus d'une heure, Jacques Maire n'aurait pas pu tuer sa victime, la déshabiller, la démembrer et même la dépecer. Toutefois l'enquête permet d'établir que Jacques Maire aurait pu avoir le temps de tuer Nelly Haderer (la distance entre l'immeuble et l'endroit où le corps de Nelly a été découvert est de 3 kilomètres et le domicile de Jacques Maire est proche de ces deux endroits).
Le dossier sur la mort de Nelly Haderer et celui sur la disparition de Odile Busset présentent des similitudes : deux témoins dénoncent Jacques Maire et ces deux dossiers sont bouclés. Quant au dossier sur la disparition de Sandrine Ferry, il n'y a aucun élément qui permet d'établir un lien entre Jacques Maire et la jeune fille disparue. Un non-lieu est prononcé dans cette affaire.

## Procès

### Premier procès d'assises
Le procès de Jacques Maire s'ouvre le 15 novembre 2004 et doit durer deux semaines. Au total 50 témoins doivent apporter leurs déclarations, à la fois dans le dossier Nelly Haderer et dans celui concernant Odile Busset. Akima, après avoir répété à quatre reprises qu'elle avait vu Jacques Maire le soir de la disparition d'Odile, affirme qu'elle a tout inventé, que rien n'est vrai. Quand un avocat lui demande pourquoi elle a déclaré avoir vu la voiture rouge orangé de Jacques Maire, elle répond « Parce que j'aime les oranges ». Il n'y a donc plus de témoin à charge dans l'affaire de la disparition d'Odile Busset. De plus les scellés (le ciré, le couteau ensanglanté...) concernant la mort de Nelly Haderer sont introuvables. Ils sont finalement retrouvés mais ne sont pas exploitables. En effet aucune empreinte n'est décelée sur les pièces à conviction, ne permettant pas de prouver que Jacques Maire est l'auteur du meurtre de Nelly Haderer.
En revanche, Viviane Barbelin affirme avoir vu Jacques Maire dans sa voiture au pied de l'immeuble le soir de la mort de Nelly Haderer et qu'il a tourné le regard vers elle lorsqu'elle est sortie de cet immeuble.
Après deux semaines de procès, les jurés condamnent Jacques Maire à quinze ans de réclusion criminelle pour l'enlèvement et la séquestration d'Odile Busset et l'acquittement est prononcé pour l'enlèvement et le meurtre de Nelly Haderer.

### Deuxième procès d'assises
Le procès en appel s'ouvre en octobre 2006. Jacques Maire paraît décontracté et est certain d'être acquitté à l'issue du procès. Lors de ce procès, Akima déclare une nouvelle fois qu'elle n'a jamais vu Jacques Maire le soir de la disparition d'Odile Busset et que par conséquent il ne l'a jamais emmenée. Cependant, comme au premier procès Viviane Barbelin déclare que Jacques Maire était bel et bien présent lors de la disparition de Nelly Haderer.
À l'issue du procès, Jacques Maire est condamné à vingt ans de réclusion criminelle pour l'enlèvement et la séquestration d'Odile Busset et pour l'enlèvement et le meurtre de Nelly Haderer.

### Cassation
En septembre 2007, la décision de la cour d'appel est cassée pour vice de procédure en raison d'une trentaine de pages du dossier non signées par la greffière. Un troisième procès doit donc avoir lieu.

### Troisième procès d'assises
Le 6 octobre 2008 s’ouvre le troisième procès de Jacques Maire qui doit durer une semaine et demie.
Le 18 octobre 2008, Jacques Maire est acquitté dans ces deux affaires de meurtre et de disparition.
À la suite de son acquittement, Jacques Maire est libre et a touché 200 000 euros de dédommagement, pour « détention injustifiée ». Il est maçon retraité et vit avec sa femme et son fils. Il est mort chez lui le 21 janvier 2018.

## Réouverture de l'enquête
Le 29 janvier 2014, une nouvelle analyse révèle que l'ADN de Jacques Maire se trouvait sur le jean de la victime Nelly Haderer,.
Mais en l'état actuel du droit français (article 368 du Code de procédure pénale) et du principe non bis in idem du droit international liant la France, l'intéressé ne peut plus être inquiété même sous une autre qualification pour les mêmes faits après une décision de justice définitive (acquittement ou condamnation). Donc, même une condamnation ultérieure pour recel de cadavre serait inacceptable. Selon Patrice Spinosi, un avocat, la prescription aurait pu être renouvelée jusqu'en 2028 si des plaintes contre X pour recel de cadavre avaient été déposées pour chacune des disparues en 2008 et 2018, d'une part. Mais l'auteur présumé, qui serait un « retraité tranquille » aurait un droit à l'oubli, d'autre part. Ce « droit à l'oubli » est une formule et non pas une jurisprudence, puisqu'aucun nouveau procès n'est prévu en l'absence de plainte spécifique.
L'affaire a suscité un débat public sur la révision des condamnations pénales. En 2014, une proposition de loi « relative à la réforme des procédures de révision et de réexamen d’une condamnation pénale définitive » est discutée et adoptée (11 juin 2014). Le rapport de la Commission des lois fait finalement état de ce que la révision ne s'étend pas aux acquittés, en justifiant par « l'apaisement social en empêchant les victimes de rechercher en permanence les preuves de la culpabilité de la personne acquittée ». Deux amendements déposés par un groupe de députés, faisant référence explicite à l'affaire Jacques Maire, sont en effet rejetés. Commentant sur la possible révision des acquittements dans le cadre de l'affaire Maire, Vincent Brengarth, commentant sur le cas Maire et sur la proposition de loi de 2014, ajoute également que les cas où l'autorité de la chose jugée sont remis en cause sont seulement ceux qui profitent à l'accusé, dans une procédure consentie de révision d'une condamnation (et non pas subie), cite le problème de la conservation des scellés (preuves matérielles) après acquittement définitif, et conclut que « la justice doit pouvoir reconnaître ses erreurs, sans que cette reconnaissance ne change le sort de l’acquitté ayant résisté à la conviction populaire. Quelles limites pourrions-nous trouver à la multiplication des révisions, si l’acquittement ne clôt plus définitivement les débats ? »

## Documentaires télévisés
- « Jacques Maire, le caïd de Dombasle » en décembre 2007 et février 2009 dans Faites entrer l'accusé présenté par Christophe Hondelatte sur France 2.
- « L'Affaire Jacques Maire, justice pour un innocent » le 16 février 2011 dans Enquêtes criminelles : le magazine des faits divers sur W9.
- « Un meurtre sans coupable » en 2012 dans l'émission Présumé Innocent présenté par Adrienne de Malleray sur Direct 8.
- « Spécial : Un coupable en liberté » le 22 et le 29 septembre, et le 7 octobre 2014 dans Crimes sur NRJ 12.
- « L'affaire du meurtre de Nelly Haderer : "Le policier expérimenté n'avait jamais vu ça" » dans Crimes à l'Est sur France 3.